# Auke Johannes Vleer

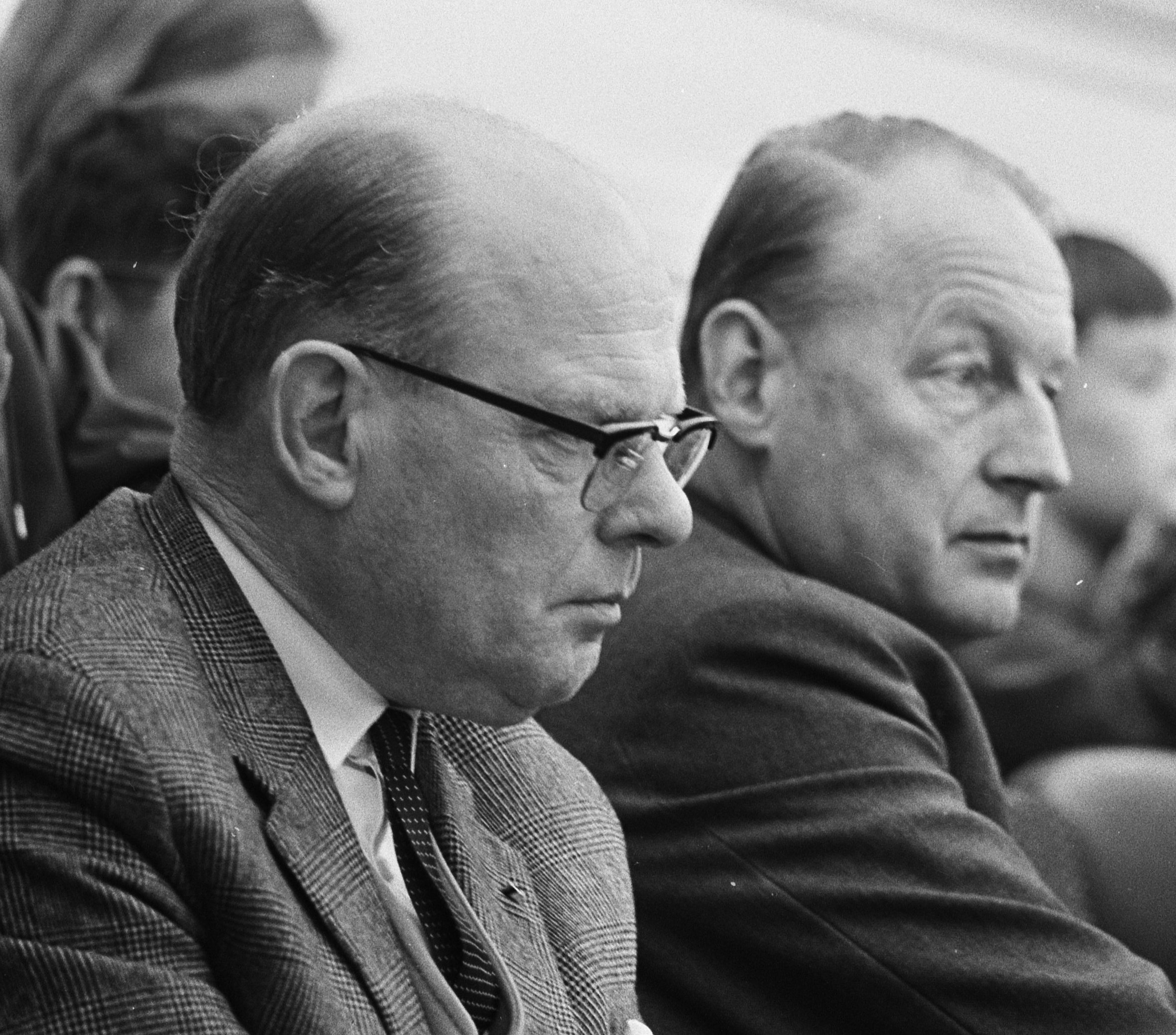
Burgemeester A.J. Vleer (links) en burgemeester H. Rijpstra van Almelo (1967)

Auke Johannes Vleer (Vrouwenparochie, 21 december 1911 - Zwolle, 9 oktober 1981) was een Nederlands burgemeester van Enschede.

## Leven
Vleer vertrok in 1930 naar Nederlands-Indië om daar een tweejarige opleiding aan de bestuursschool af te ronden. In oktober 1936 kwam hij terug naar Nederland om vervolgens aan de Universiteit Leiden Indologie te studeren, met als specialisme Indisch Recht. Hij rondde deze studie af in 1938. Het uitbreken van de Tweede Wereldoorlog weerhield hem ervan terug te gaan naar de koloniën. Tijdens de oorlog werkte hij voor het Rode Kruis. Aan het einde van de oorlog maakte hij deel uit van een groep rijksambtenaren die naar de Indiën gezonden werden om er de vrede te bewaren. In zijn rol nam hij deel aan de Ronde Tafel Conferentie van 1949 in Den Haag. Groeiende politieke spanningen maakten dat hij terugkeerde naar Nederland in 1956. Terug in Nederland speelde hij een rol bij de opzet van een Technische Hogeschool in Eindhoven en was hij burgemeester van Enschede van 1965 tot 1977.